# Прилуцька фортеця
Прилуцька фортеця — комплекс оборонних споруд-фортеця у полковому осередку місті Прилуках (тепер районний центр Чернігівської області), що існувала у XVII—XVIII століттях.

## Історія фортеці
Споруджена на початку 17 ст. на правому березі р. Удаю, на місці давньоруського городища. Мала дводільну структуру -
цитадель або замок (стара Прилука) та укріплені слободи (нова Прилука).
Арабський церковний діяч, мандрівник і письменник Павло Халебський (Алеппський), який 1654 року відвідав Росію та Україну, про фортецю в Прилуках писав: «Цитадель у середині міста дивовижна своєю висотою, укріпленнями, вежами й гарматами, облицюванням і глибиною рову з протічною водою... До цитаделі ведуть потайні підземні ходи. У середині неї міститься величний і досить високий палац, вгорі й внизу дивовижний простором, висотою, величиною колод..., величиною печей, що перевищують кипариси».
У 17 столітті на території фортеці існували 2 дерев'яні церкви - церква Різдва Богородиці  (зведена 1618 року, у 1697 замінена новою) і Преображенська церква (зведена 1653 року, на поч. 18 ст. замість неї збудовано нову муровану).
Перший відомий контурний план фортеці був складений на початку 18 століття. Згідно з цим планом периметр стін фортеці мав 1650 м, а стін цитаделі - 556 м; висота стін перевищувала 2 м. Вал «у замка и около города в нижайшой высоте в полшести сажени (11,7 м) от рва почитая высотою». 
У цитаделі містилися пороховий погріб, «провиантный дом», «лавки деревянные малые». Фортеця мала чотири брами, біля яких написи на плані: «Дорога до Ніжина»; «до Лохвиці»; «до Пирятина»; «до Києва».
1738 року за розпорядженням О.Рум'янцева, з огляду на турецьку війну, було обстежено усі фортеці, зокрема Прилуцьку. Огляд, здійснений Стефаном Томарою, зафіксував незадовільний стан фортецці - вали обсипалися, рови давно не прочищалися, ворота не мали замків.
Відтак фортецю було реконструйовано. План фортеці 1745 року зафіксував насипку 4 бастіонів трикутного плану, перед брамами - равеліни. Фортеця мала чотири брами, двоє воріт вилазних, чотири равеліни і дев'ять дерев'яних веж. Замок (цитадель) з'єднувався з укріпленим містом лише через одну браму.
Рови були сухі, тільки з південно-східного боку до валу примикало русло Мухівця, частково заповнене водою.
Ворота на ніч зачинялися й замикалися, після чого обмежувалося ходіння по місту й заборонялося запалювати вогонь.
Протягом 18 століття назви брам змінювалися або мали подвійну назву. Так, Млинова брама звалася ще Глухівською, Кустошевська - Кустівською, пізніше - Роменського. Укріплення ж лишалися важливим елементом міської забудови і в
60-х рр. 18 ст.
На плані 1768-1769 років у замку були позначені такі будівлі: мурована Миколаївська
церква, на якій дзвіниця до Спасо-Преображенської церкви (проти неї замковий вал розривався), Полкова Прилуцька
канцелярія, Полковий Прилуцький комісаріат, лічильна полкова Прилуцька комісія, острог, пороховий погріб, сараї для артилерійських «тягостей», погріб для скарбниці. З громадських будівель у фортеці були такі:
на східному боці міської площі, майже проти розриву замкового валу, - мурована
Спасо-Преображенська церквава (після пожежі 1781 року стала соборною), дерев'яна соборна церква Різдва Богородиці, дерев'яна церква великомучениці Варвари, ратуша та два притулки.
Восени 1781 року внаслідок великої пожежі згоріло усе місто (збереглися лише Миколаївська і Преображенська церкви та мурована комора Галагана, тобто полкова скарбниця). Артилерію було переведено у Київський арсенал. 
Брами згоріли і вали поступово руйнувалися та згодом зривалися.
Донині збереглися залишки валів на вулиці Гоголя та поблизу Центральної площі.